# Manfred Römbell

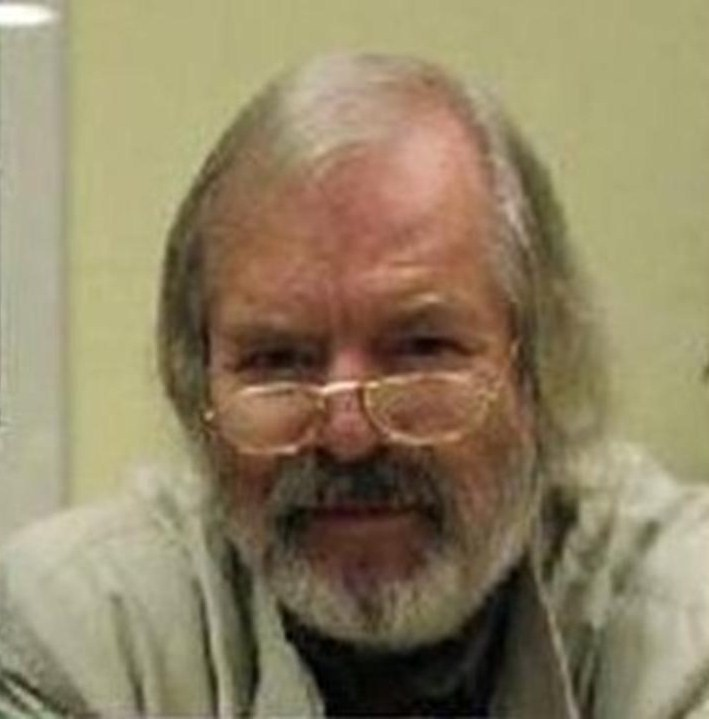
Manfred Römbell

Manfred Römbell  (n. 3 decembrie 1941, Bildstock - d. 22 iunie 2010, Saarbrücken) a fost un scriitor german.

## Date biografice
Manfred Römbell termină gimnaziul și o școală superioară de drept. După ce a lucrat într-o librărie, a început să practice profesia de ajutor de judecător în Saarland  și Berlin. Prin anii 1970 a început să publice diferite texte literare, devenind membru al Uniunii Scriitorilor germani. Manfred Römbell moare în anul 2010 în urma unei boli cronice care l-a chinuit mai mulți ani. El a lăsat posterității mai multe romane, narațiuni, povestiri scurte, poezii sau opere literare audio sau care au fost televizate. Opera lui principală este trilogia Rotstraßen (Străzile roșii) unde este prezentată viața unei familii din Sarland după anii 1945.

## Opere
- 1971: Kaltluft, Pforzheim
- Kurze Prozesse. 17 Texte. Wolfgang Fietkau Verlag, Berlin 1973 (Schritte 23), ISBN 3-87352-023-0.
- 1976: Richtig lebendig wird es auf dem Friedhof im Herbst, München
- 1977: Brennen mit Licht, Köln
- 1980: Das nächste Fest soll noch größer werden, Dillingen
- 1981: Stadt und Land, Dillingen (zusammen mit Jürgen Proföhr und Udo Wolter)
- 1982: Durchsichtig ist das Land, Rastatt
- 1984: Vogesenflut, Saarbrücken
- 1989: Rotstraßenzeit, Landau/Pfalz
- 1993: Rotstraßenträume, Landau/Pfalz
- 1995: Grenzüberschreitung, Saarbrücken
- 1996: Rotstraßenende, Blieskastel
- 2001: FernsehSpott, Frankfurt am Main
- 2007: Was blieb von all den Blicken, Blieskastel
- 2009: Doppelleben. Gollenstein-Verl., Merzig 2009, 357 S., ISBN 978-3-938823-49-1.